# Mário Rodrigues

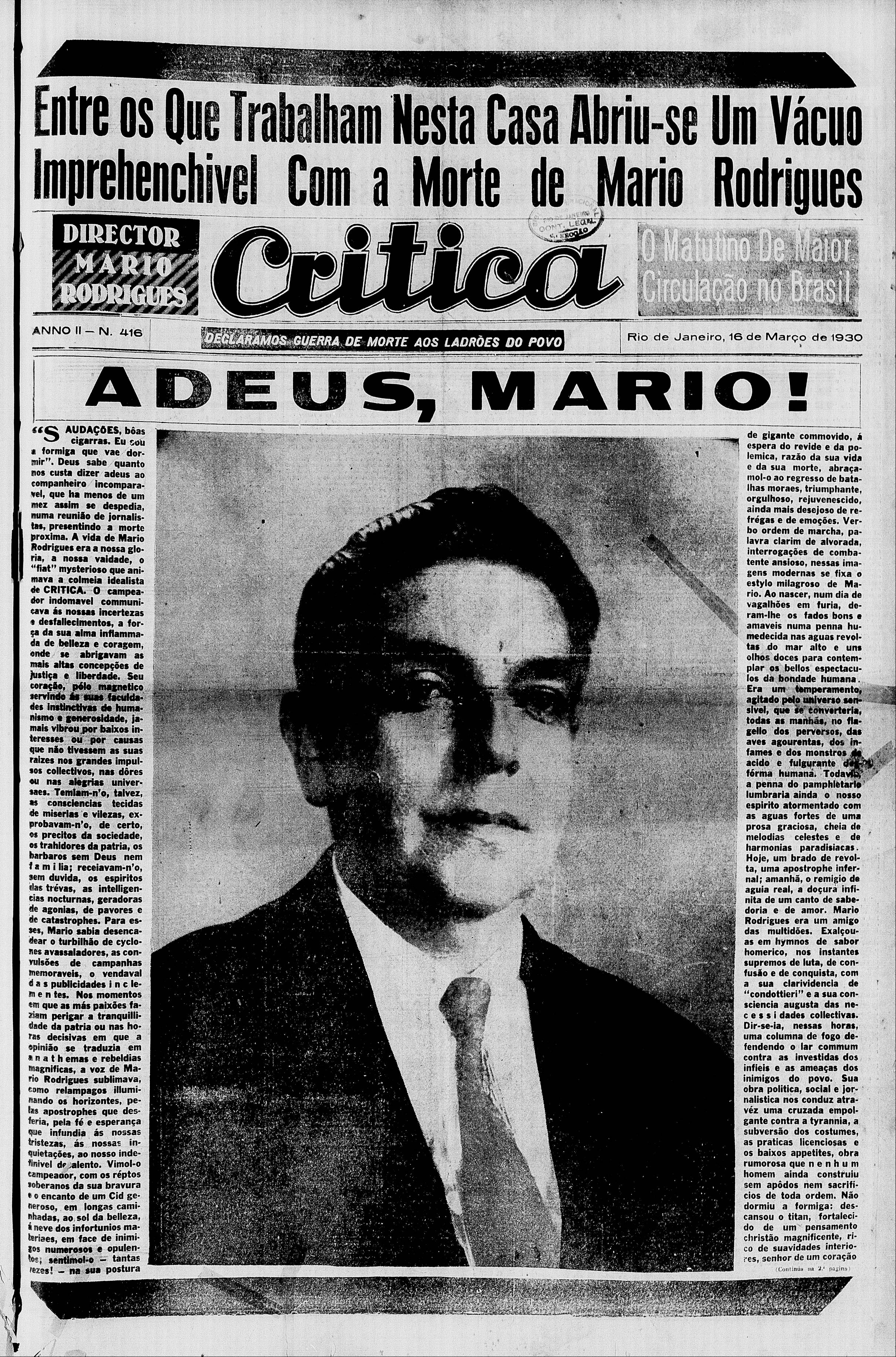
Critica de 16/03/1930: morte do fundador

Mário Leite Rodrigues (Recife, 1885 — Rio de Janeiro, 15 de março de 1930) foi um jornalista brasileiro. Era pai dos também jornalistas e escritores Mário Filho e Nelson Rodrigues.
Oriundo de uma família de classe média pernambucana do final do Império, Mário trabalhou no Diário de Pernambuco. Em 1912, acossado pelos adversários de Dantas Barreto, Mário passou a residir definitivamente na então Capital Federal. Logo depois foi seguido pela esposa, D. Maria Ester e por seus então quatro filhos. O casal teria um total de 12 filhos.
No Rio, foi recebido por Edmundo Bittencourt, dono do jornal Correio da Manhã, onde trabalhou. O poeta Olegário Mariano abrigou a ele e sua família até que Mário pudesse alugar uma casa na Zona Norte da cidade.
Mário foi preso e condenado por uma matéria que não assinou e que denunciava o presente que usineiros pernambucanos deram à então primeira-dama, D. Mary Pessoa, de um colar de diamantes. Cumpriu pena no Quartel dos Barbonos, na atual Rua Evaristo da Veiga. Mário também seria preso pelo chefe de polícia Carlos Reis, acusado de ser o mandante do assassinato do argentino Carlos Pinto, repórter de A Democracia. A acusação, infundada, nunca foi provada.
Durante o tempo em que esteve preso, Edmundo Bittencourt cortou o salário de Mário Rodrigues. Mário foi ajudado financeiramente, nessa época, por Geraldo Rocha (proprietário do jornal A Noite, concorrente do Correio da Manhã), sem o que sua esposa e a penca de filhos por certo teriam passado fome. Ao ser libertado, volta ao jornal e é surpreendido com a notícia de que não haveria mais um diretor permanente, cargo esse que detinha. Seria feito um rodízio de diretores. Mas pior do que isso foi o fato de tomar conhecimento de que Edmundo estava tentando se aproximar de seu desafeto Epitácio Pessoa. Mário, em carta desaforada, pediu demissão a Edmundo, dizendo que em breve voltaria para esmagá-lo.
Lançou A Manhã, em 1925. Dentre os colaboradores, estavam Monteiro Lobato, Ronald de Carvalho e Agripino Grieco. De estilo gongórico e retórica demolidora, Mário era um cronista temido por sua ferocidade verbal. Apesar de ser gago, Mário destacava-se pelo brilho de seus textos.
Conta-se que no teatro de revista havia um quadro em que uma personagem derramava sobre outra uma série de ofensas, e que ao final dizia, como se assinasse, "Mário Rodrigues". Nos dois primeiros anos da publicação, sofreu doze processos. Foi absolvido de todos, o que lhe dava confiança para continuar com os ataques. Uma linha acima da sua assinatura lançava o desafio: "Se não gostarem, processem-me". Para insultar o adversário, se utilizava de estratégias baixas. Vasculhava a vida particular do inimigo, descobria-lhe amantes e publicava suas cartas de amor.
Mas a desorganização de Mário à frente do negócio provocou a perda do controle acionário de seu jornal. Seu sócio, Antônio Faustino Porto, tornou-se dono de A Manhã e lhe ofereceu o cargo de diretor do jornal. Mas Mário não ficaria nem um dia mais, irritado com a ingerência de Faustino na linha editorial.
Menos de dois meses depois de deixar A Manhã, Mário fundou Crítica, em 21 de novembro de 1928, desta vez sem nenhum sócio. Neste jornal estreariam alguns de seus filhos na carreira jornalística. Crítica teria existência efêmera. Os recursos que Mário utilizou para colocar o jornal nas bancas foram fornecidos pelo vice-presidente da república, Fernando de Melo Viana, que em troca pedia que Mário e Crítica apoiassem o Governo Washington Luís. Paralelamente, o estilo Mário Rodrigues de escrever permeava a linha editorial do jornal. O próprio Mário admitia que muitas vezes o jornal avançava os limites do sensacionalismo e previa: "Um dia alguém de Crítica ainda levará um tiro".
O tiro viria de maneira imprevisível. Em 26 de dezembro de 1929 a seção policial publicou uma matéria sobre "um rumoroso caso de desquite". Numa época em que as separações conjugais eram raras e mal vistas pela sociedade, Crítica noticiou com estardalhaço o divórcio entre Sylvia Serafim e João Thibau Jr, sugerindo um suposto adultério (nunca comprovado). Sentindo-se vilipendiada, Sylvia comprou um revólver e entrou na redação de Crítica disposta a matar Mário Rodrigues. Mário havia saido e Sylvia foi atendida por Roberto, filho de Mário Rodrigues e talentoso ilustrador. Sylvia atirou em Roberto, que morreu três dias depois.
Há amplo debate historiográfico sobre as razões da matéria de capa que gerou a tragédia. Para Ruy Castro, em O anjo pornográfico, não havia outro tema a ser tratado no dia 26 de dezembro, por ser logo após o Natal. Já Marialva Barbosa alega que a matéria foi um apelo ao público conservador do jornal, em uma tentativa de atingir um jornal rival. Acontece que Sylvia Serafim era colaboradora de O Jornal, de Assis Chateaubriand. Intelectual feminista, apontar seu suposto adultério seria uma forma de atacar o veículo rival.
Inconsolável, Mário viria a falecer de trombose cerebral pouco mais de dois meses depois do assassinato de Roberto, provavelmente causada pelo excesso de álcool. Não veria o julgamento da assassina, que acabaria absolvida e nem o fim de Crítica, empastelada no fim da Revolução de 30.